# Право на любов
«Пра́во на кохання» — український радянський художній фільм 1977 року режисера Анатолія Слісаренка, знятий на Кіностудії ім. О. Довженка. Більша частина зйомок кінокартини відбувалася у селищі Витачів Обухівського району Київської області.

## Сюжет
Дія фільму розгортається на Далекому Сході, у період Громадянської війни. В центрі сюжету — оповідь про долю кількох поколінь українських переселенців.

## Акторський склад
- Андрій Подубинський — Степан Камишин
- Ірина Шевчук — Христина Миколаївна Камишина
- Богдан Ступка — Яків
- Костянтин Степанков — Василь Степанович Камишин, син Степана Камишина, капітан судна
- Валентин Бєлохвостик — Задорнов
- Федір Панасенко — Петро
- Дмитро Капка — Курський
- Леонід Слісаренко — Німий
- Борис Болдиревський — Лимар
- Володимир Козел — Зинкін
- Г. Іскаков — Леонка
- Людмила Алфімова — Марфа, переселенка із села Вишеньки
- Борис Александров — Гаврило, переселенець із села Вишеньки
- Вілорій Пащенко — Іван
- Сергій Сібель — Старцев
- Володимир Козелков — Бурилов
- Коста Турієв — Коста
- Олександр Гай — Дмитро Коваль
- Наталія Гебдовська — мати Якова
- Геннадій Юрчук — Іванко
- Галина Довгозвяга — Оксана
- В. Шостаковський — Семен
- Василь Фущич — віруючий
- Микола Юдин — священик
- Геннадій Юдин — священик
- Ю. Жариков — шкіпер
- Н. Мельничук — Дженні
- Валентин Черняк — лікар
- Інгрида Андриня — епізод
- Костянтин Артеменко — епізод
- Катерина Брондукова — епізод
- Олександр Безіментов — епізод
- Г. Ведмідський — епізод
- Володимир Волков — епізод
- А. Ворошилов — епізод
- В'ячеслав Гостинський — Рябовський, білогвардійський капітан
- Неоніла Гнеповська — епізод
- Іван Гузиков — епізод
- Сергій Дворецький — епізод
- Георгій Дворников — епізод
- Ю. Дьяконов — епізод
- Наталія Кононова — епізод
- Ольга Короткевич — епізод
- Олександр Короткевич — епізод
- Іван Матвеєв — епізод
- Валентин Макаров — епізод
- Олександр Мілютін — Задорнов Михайло Дмитрович, комісар
- Володимир Мішаков — епізод
- А. Ракова — епізод
- Йосип Найдук — епізод
- Б. Терещенко — епізод
- Борис Шиленко — епізод
- Ольга Реус-Петренко — мати (в титрах немає)
- Жорж Гасинов — епізод (в титрах немає)
- Галина Демчук — епізод (в титрах немає)
- Геннадій Болотов — епізод (в титрах немає)
- Маргарита Кавка — епізод (в титрах немає)

## Знімальна група
- Режисер: Анатолій Слісаренко
- Сценарист: Віктор Ликов
- Оператор: Олександр Пищиков
- Комбіновані зйомки: Тетяна Чернишова
- Композитор: Анатолій Слісаренко
- Художник: Олексій Бобровников
- Костюми: Л. Соколовської
- Звукорежисер: Анатолій Ковтун
- Редактор: Володимир Чорний
- Грим: Е. Маслової
- Декорації: Юрій Тишкевич, Микола Поштаренко
- Монтаж: С. Роженко
- Директор картини: Дмитро Бондарчук